# Вандом (округ)
Округ Вандом (фр. Arrondissement de Vendôme) — округ у Франції, в департаменті Луар і Шер. 2023 року округ об'єднував 100 муніципалітетів, населення становило 67 661 особу.
Адміністративний центр (супрефектура) — Вандом.

## Муніципалітети
Список муніципалітетів округу та їхні коди INSEE:
1. Азе (41010)
2. Амблуа (41001)
3. Арен (41003)
4. Артен (41004)
5. Баю (41012)
6. Боннво (41020)
7. Бошен (41014)
8. Бревенвіль (41026)
9. Бурсе (41024)
10. Буффрі (41022)
11. Бюслу (41028)
12. Валле-де-Ронсар (41070)
13. Вандом (41269)
14. Віллавар (41274)
15. Віллерабль (41287)
16. Вільбу (41277)
17. Вільдьє-ле-Шато (41279)
18. Вільє-сюр-Луар (41294)
19. Вільєфо (41293)
20. Вільмарді (41283)
21. Вільпорше (41286)
22. Вільромен (41290)
23. Вільтрен (41291)
24. Вільшов (41278)
25. Гомбержан (41098)
26. Данзе (41073)
27. Друе (41075)
28. Епюїзе (41078)
29. Корменон (41060)
30. Крюшре (41072)
31. Куетрон-о-Перш (41248)
32. Куломм'є-ла-Тур (41065)
33. Ла-Віль-о-Клер (41275)
34. Ла-Фонтенель (41089)
35. Ла-Шапель-Аншері (41037)
36. Ла-Шапель-Віконтесс (41041)
37. Лаварден (41113)
38. Лансе (41107)
39. Ле-Го-Перш (41096)
40. Ле-Плессі-Дорен (41177)
41. Ле-Пуасле (41179)
42. Ле-Рош-л'Евек (41192)
43. Ле-Тампль (41254)
44. Лез-Е (41100)
45. Лез-Ессар (41079)
46. Ліль (41116)
47. Ліньєр (41115)
48. Люне (41120)
49. Мазанже (41131)
50. Марсії-ан-Бос (41124)
51. Меле (41138)
52. Мондубло (41143)
53. Монруво (41153)
54. Монтуар-сюр-ле-Луар (41149)
55. Море (41154)
56. Муазі (41141)
57. Навей (41158)
58. Нурре (41163)
59. Отон (41007)
60. Пезу (41175)
61. Периньї (41174)
62. Пре (41182)
63. Прюне-Кассро (41184)
64. Раар (41186)
65. Рене (41187)
66. Ромії (41193)
67. Росе (41190)
68. Рюан-сюр-Егвонн (41196)
69. Савіньї-сюр-Бре (41238)
70. Саньєр (41236)
71. Сарже-сюр-Бре (41235)
72. Селле (41030)
73. Селомм (41243)
74. Сен-Гургон (41213)
75. Сен-Жак-де-Гере (41215)
76. Сен-Жан-Фруамантель (41216)
77. Сен-Марк-дю-Кор (41224)
78. Сен-Мартен-де-Буа (41225)
79. Сен-Риме (41228)
80. Сен-Фірмен-де-Пре (41209)
81. Сент-Аман-Лонпре (41199)
82. Сент-Анн (41200)
83. Сент-Арну (41201)
84. Сент-Ілер-ла-Гравель (41214)
85. Сент-Уан (41226)
86. Суже (41250)
87. Терне (41255)
88. Торе-ла-Рошетт (41259)
89. Троо (41265)
90. Турай (41261)
91. Узуе-ле-Дуаян (41172)
92. Уссе (41102)
93. Фе (41081)
94. Фонтен-ле-Кото (41087)
95. Фонтен-Рауль (41088)
96. Фортан (41090)
97. Фретеваль (41095)
98. Шовіньї-дю-Перш (41048)
99. Шу (41053)
100. Юїссо-ан-Бос (41103)